# بولس الثالث
البابا بول الثالث (باللاتينية: Paulus III؛ 29 فبراير 1468 – 10 نوفمبر 1549)، الذي وُلد باسم أليساندرو فارنيزي، كان رئيسًا للكنيسة الكاثوليكية والدولة البابوية من 13 أكتوبر 1534 حتى وفاته في عام 1549.
صعد إلى العرش البابوي في عهد ما بعد احتلال روما عام 1527، وانتشار الشكوك في الكنيسة الكاثوليكية بعد الإصلاح البروتستانتي. كان منصبه البابوي سببًا في إصلاح مضاد مع مجمع ترينت في عام 1545، فضلًا عن الحروب الدينية مع الحملات العسكرية التي شنها الإمبراطور تشارلز الخامس ضد البروتستانت في ألمانيا. اعترف بأوامر دينية كاثوليكية ومجتمعات جديدة مثل اليسوعيين، وطائفة الكنائس، وكانت جهوده مشوشة بسبب المحسوبية في سبيل تعزيز قوة أسرته وثرواتها، بما في ذلك ابنه غير الشرعي بيير لويجي فارنيزي.
كان بول الثالث راعيًا هاما للفنانين بمن فيهم ميكيلانجيلو، وهو الذي أهدى له نيكولاس كوبرنيكوس أطروحته حول الشمس.

## سيرة حياته

### نشأته وأسرته
وُلد أليساندرو فارنيزي عام 1468 في كانينو، لاتيوم (التي كانت حينها جزءًا من الدولة البابوية)، وكان الابن الأكبر لبيير لويجي الأول فارنيزي وسينوري دي مونتالو (1435-1487)، وزوجته هي جيوفانا كايتاني، وهو أيضًا عضو في عائلة الكايتاني التي ينتمي إليها أيضًا البابا بونيفاس الثامن. تكاثرت الأسرة ونمت على مر القرون، لكن صعود أليساندرو إلى البابوية وتفانيه لخدمة مصالح الأسرة كان سببًا لأكبر زيادة في ثروة الأسرة وقوتها.
كان التعليم الإنساني لأليساندرو في جامعة بيزا وفي محكمة لورينزو دي ميديشي. تدرّب في البداية ككاتب عدل رسولي، وانضم إلى الكوريا الرومانية في عام 1491، وعيّنه البابا إسكندر السادس في عام 1493 كاردينالًا لسانتي كوسما دامانو. كانت هناك سمعةٌ حول أخته السيدة جوليا بأنها عشيقة إسكندر السادس، وربما كان لها دور فعّال في تأمين هذا المنصب لأخيها.
عاش أليساندرو كرجل ديّن شاب حياةً مختلّةً بشكل لافت للنظر، إذ عشق سيدةً تدعى سيلفيا روفيني، وأنجب منها ثلاثة أبناء وابنتين، بمن فيهم بيير لويجي الثاني فارنيزي، الذي جعله دوق بارما، ورانوشيو فارنيزي، وكوستانزا فارنيزي.
بصفته أسقف بارما، خضع لتأثير نائبه بارتولوميو جويدسيوني. أدى ذلك إلى قطع البابا للاقته مع عشيقته والتزامه بالإصلاح في مطرانية بارما. في عهد البابا كليمنت السابع (1523-1534)، أصبح كاردينال أسقفية أوستيا وعميد كلية الكاردينالات، وعند وفاة كليمنت السابع عام 1534، انتُخب وأصبح البابا بول الثالث.

## السياسة والدين
كان البابا الرابع في أثناء فترة الإصلاح البروتستانتي، وأول من اتخذ تدابير إصلاحية نشطة في الرد على البروتستانتية. بعد فترة وجيزة من ترقيته في 2 يونيو 1536، استدعى بول الثالث مجلسًا عامًا للاجتماع في مانتوفا في مايو التالي؛ لكن معارضة الأمراء البروتستانتيين ورفض دوق مانتوفا تحمل مسؤولية الحفاظ على النظام قد أحبطا الأمر. أجّله بول الثالث سنةً، ثم ألغى المشروع كاملًا في النهاية.
في عام 1536، دعا بول الثالث لجنة مؤلفة من تسع شخصيات بارزة، تميزت بالتعلم والتقوى على حد سواء، إلى تقديم تقرير عن إصلاح الكنيسة وإعادة بنائها. في عام 1537، أنتجوا ما عُرف بتقرير خطة إصلاح الكنيسة، فضحوا فيه الانتهاكات الجسيمة في الكوريا الرومانية، وإدارة الكنيسة، والعبادة العامة؛ وقدّموا مقترحات جريئة تهدف إلى إلغاء مثل هذه الانتهاكات. نُشر التقرير على نطاق واسع، وتناول البابا مشكلة الإصلاح بجدية. أدرك بوضوح أن الإمبراطور تشارلز الخامس لن يرتاح إلى أن يتم التعامل مع المشاكل بجدية.
ولكن في نظر البروتستانت، بدا التقرير بعيدًا كل البعد عن الشمول والكمال؛ كان مارتن لوثر قد استبق طبعته (1538) بعرض كرادلة ينظفون إسطبل أوجيان في الكنيسة الرومانية بذيول الثعالب بدلًا من المكانس. وفي النهاية، لم تُعطِ توصيات اللجنة أي نتائج.
نتيجة للحملة المكثفة ضد «الوثنية» في إنجلترا، والتي تُوّجت بتفكيك ضريح القديس توماس بيكيت في كانتربري، عزل البابا هنري الثامن في 17 ديسمبر 1538 وأصدر تحريمًا.

## راعٍ للفنون
يمكن القول إن أهم عمل فني أُنتج في أثناء حكم بول كان لوحة الحساب الأخير لميكيلانجيلو في كنيسة سيستين بقصر الفاتيكان. على الرغم من أن العمل قد جرى بتكليف من سلف بول الثالث، البابا كليمنت السابع، بعد وفاة الأخير في عام 1534، فقد جدد بولس اللجنة وأشرف على إتمامها في عام 1541.

## روابط خارجية
- بولس الثالث على موقع الموسوعة البريطانية (الإنجليزية)
- بولس الثالث على موقع إن إن دي بي (الإنجليزية)